# Aphaenogaster friederichsi
Aphaenogaster friederichsi é uma espécie de inseto do gênero Aphaenogaster, pertencente à família Formicidae.